# Luigi Cherubini
Luigi Carlo Zanobi Salvadore Maria Cheburini (sinh 1760 tại Florence, Ý, mất 1842 tại Paris, Pháp) là nhà soạn nhạc, nhạc trưởng, nhà sư phạm người Pháp gốc Ý. Ông là người đã chuẩn bị cho sự phát triển của opera thời kỳ âm nhạc Lãng mạn.

## Cuộc đời và sự nghiệp
Luigi Cheburini sinh ra tại Ý. Ông học nhạc với các thầy ở Florence, sau đó chuyển về thành Venice học với Sarti. Trong khoảng thời gian 1784-1785, Cheburini làm việc tại Luân Đôn, Anh, nhận chức vụ nhạc sĩ của triều đình. Năm 1788, ông sang cư trú tại Paris. Ở đây, ông đã cách mạng hóa sân khấu Pháp. Vì bị Napoléon thất sủng, năm 1805 ông chuyển sang kinh đô của âm nhạc cổ điển thế giới một thời, thành Viên của nước Áo, để gặp gỡ hai nhà soạn nhạc thiên tài ở đây, Joseph Haydn và Ludwig van Beethoven. Có một điều thú vị là phong cách của Cheburini là sự chuẩn bị tốt cho vở opera Fidelio của Beethoven. Beethoven đã nghe 4 vở opera của nhà soạn nhạc người Pháp gốc Ý và chịu ảnh hưởng của ông. Năm 1816, Cheburini trở thành giáo sư bộ môn sáng tác tại Nhạc viện Paris. Tiếp theo, trong các năm 1821-1841, Cheburini là giám đốc của nhạc viện. Ông còn trở thành viện sĩ Viện Pháp quốc từ năm 1815 cho đến cuối đời.

## Phong cách sáng tác
Luigi Cheburini chịu ảnh hưởng rất rõ ràng của nhà soạn nhạc người Đức Christoph Willibald Gluck. Nhờ phong cách này, Cheburini đã có những cải cách quan trọng cho nền opera Pháp. Ông là người đã đặt nền móng cho thể loại opera cứu rỗi và kinh hoàng. Sáng tác của ông thể hiện sự chuyển giao giữa âm nhạc Cổ điển và âm nhạc Lãng mạn. Chúng đặt tới sự hoàn thiện trong mọi yếu tố của phong cách cổ điển, tư duy lôgic nghiêm ngặt (đặc biệt là trong phức điệu của các tác phẩm tôn giáo), đồng thời cũng thấm đượm tinh thần nhân văn, sự rung động sâu sắc, kịch tính căng thẳng, sự đa dạng trong phương thức biểu hiện. Các bản overture trong các vở opera của ông có ý nghĩa lịch sử, mang phong cách của âm nhạc giao hưởng có tiêu đề.

## Các tác phẩm
Luigi Cheburini đã viết 29 vở opera, nổi bật có Lodoiska (1791), Médée (1797), Hai ngày (1800), Anacréon (1803), Faniska (1806), Ali Baba và bốn mươi tên cướp (1833); bản Requiem số 1 giọng Đô thứ (1816, được trình diễn lần đầu tiên tại Saint Denis vào năm 1817), số 2 giọng Rê thứ (1836), sáu bản tứ tấu đàn dây.

## Danh mục tác phẩm

### Dàn nhạc
- Overture in G (1815)
- Symphony in D major (1815)
- Marche funèbre (1820)

### Thính phòng
- String Quartet No. 1 in E-flat (1814)
- String Quartet No. 2 in C (1829) - transcription of Symphony in D major with new second movement
- String Quartet No. 3 in D minor (1834)
- String Quartet No. 4 in E (1835)
- String Quartet No. 5 in F (1835)
- String Quartet No. 6 in A minor (1837)
- String Quintet (2 violins, viola, 2 cellos) in E minor (1837)

### Masses và tuyển tập mass
- Five masses (written 1773–1776, lost)
- Messe solennelle brève in B-flat (1805, dubious)
- Credo a capella for eight voices and organ (1806)
- Mass in A for three voices (1809, dubious)
- Messe de Chimay in F (1809)
- Missa solemnis in D minor (1811) per il Principe Esterházy
- Mass in C (1816)
- Credo in D (1816)
- Requiem in C minor for mixed chorus (1816) in memory of Louis XVI
- Missa solemnis in E (1818)
- Mass in G (1819) for the Coronation of Louis XVIII
- Mass in B-flat (1821, dubious)
- Messe solennelle in A for the Coronation of Charles X (1825)
- Requiem in D minor for male chorus (1836) written for his own funeral[2]

### Motets và tác phẩm hợp xướng
- Cantata Amphion (1786)
- Cantata Circé (premiered 1789)
- Trois chœrs: Incidental music for the play La Mort de Mirabeau by Jean-Baptiste Pujoulx (1791)
- Cantata Clytemnestra (1794)
- Cantata Hymne au printemps ("Hymn to Spring") (1815)
- Hymne du Panthéon
- 38 motets